# Syscia peten
Syscia peten (лат.) — вид муравьёв рода Syscia из подсемейства Dorylinae (Formicidae). 

## Распространение
Встречаются в Центральной Америке: Гватемала.

## Описание
Мелкие муравьи красно-коричневого цвета (длина около 3 мм). Ширина головы рабочих 0,51 мм, длина головы 0,61 мм. Отличаются следующими признаками: субпетиолярный отросток с острым задним зубцом; абдоминальный сегмент AIII сверху трапециевидный с плоскими сторонами; AIV сверху со слабо выпуклыми сторонами и неусеченным передним краем; у AIII дорсальный профиль выпуклый; дорсальный профиль AIV от слабовыпуклого до плоского; отстоящие волоски длинные. Стебелёк двухчлениковый, но явные перетяжки между следующими абдоминальными сегментами отсутствуют. Проното-мезоплевральный шов развит. Оцеллии отсутствуют, сложные глаза редуцированные. Нижнечелюстные щупики рабочих 2-члениковые, нижнегубные щупики состоят из 2 сегментов. Средние и задние голени с одной гребенчатой шпорой. Обнаружены в подстилочном лесном слое. Вид был впервые описан в 2021 году американским мирмекологом Джоном Лонгино и немецким энтомологом Майклом Бранстеттером.